# Union géodésique et géophysique internationale
L'Union géodésique et géophysique internationale (UGGI) est une organisation scientifique fondée en 1919 qui favorise et coordonne des études interdisciplinaires de la Terre et de son environnement spatial dans un cadre international. 

## Histoire
Lors de sa création en 1919, avec sa première édition à Bruxelles, l'UGGI n'inclut pas l'Allemagne et ses alliés de la Première Guerre mondiale dans l'union scientifique. En 1926, certains alliés de l'Allemagne rejoignent cependant l'union. Lors de l'assemblée de 1924, les participants fixent l'ellipsoïde terrestre de référence.
Lors de la 4e assemblée générale, en 1933 à Stockholm, l'UGGI affirme la nécessité de compléter l'arc du 30e méridien est en Afrique et d'entreprendre la mesure de deux arcs parallèles.
Lors de la 7e assemblée, en 1939 à Washington, il est décidé de renforcer les recherches relatives à l'opération internationale des Longitudes. En raison du contexte politique, de nombreux présidents et secrétaires de commission sont absents. L'attention s'est portée sur l'intensité de la pesanteur, la géodésie astronomique, l'isostasie, les déviations de la verticale, les bases et triangulations, et les nivellements.
La 10e assemblée générale, en 1954 à Rome, est ouverte par un discours du pape Pie XII.
Lors de la 11e assemblée, en 1957 à Toronto, les participants se sont focalisés sur la mésométéorologie, les courants-jets et la météorologie polaire.
En 1967, l'UGGI recommande de baser les calculs géodésiques sur un ellipsoïde.
En 2015, l'union tient sa 26e assemblée à Prague, ville qui accueillit la 3e édition de l'UGGI en 1927. Les risques géophysiques, le développement durable, la mathématique géophysique et les profondeurs terrestres occupent une bonne partie du programme.

## Fonctionnement
Les données d'observation et les résultats théoriques obtenus dans le cadre des études faites sous les auspices de l'UGGI sont, en principe, disponibles ouvertement à toute la communauté scientifique, dans le but d'être utilisés au profit de l'humanité entière. Les langues officielles de l'UGGI sont le français et l'anglais, cette dernière étant devenue la langue dominante (et souvent exclusive) pour communiquer lors des réunions scientifiques organisées par l'UGGI. Tous les pays qui ont développé une certaine « activité indépendante dans la géodésie et la géophysique » peuvent adhérer à l'UGGI au travers d'un comité national. Le sigle anglais est IUGG, pour International Union of Geodesy and Geophysics.

## Structure
L'UGGI est composée de sept associations internationales et d'un certain nombre de commissions de l'Union (actuellement quatre) qui lui permettent d'agir dans divers domaines des sciences de la Terre et d'encourager surtout les aspects interdisciplinaires. Les Associations de l'Union sont les suivantes :
- Association internationale de géodésie (AIG) ;
- Association internationale de géomagnétisme et d'aéronomie (AIGA) ;
- Association internationale des sciences hydrologiques (AISH) ;
- Association internationale de météorologie et des sciences de l'atmosphère (AIMSA) ;
- Association internationale des sciences physiques de l'océan (AISPO) ;
- Association internationale de sismologie et de physique de l'intérieur de la Terre (AISPIT) ;
- Association internationale de volcanologie et de chimie de l'intérieur de la Terre (AIVCIT).

Les quatre commissions de l'Union actuellement actives sont : 
- Commission sur les sciences cryosphériques (CCS) ;
- Commission sur les risques géophysiques et le développement durable (GeoRisk) ;
- Commission sur la géophysique mathématique (CMG) ;
- Commission sur l'étude des profondeurs terrestres (SEDI).

## Assemblées générales, présidents et secrétaires généraux
Liste d'assemblées générales, présidents et secrétaires généraux.
| No  | Année | Assemblée générale en : | Assemblée générale en : | Président | Président            | Président        | Secrétaire général | Secrétaire général       | Secrétaire général | Secrétaire général |
| --- | ----- | ----------------------- | ----------------------- | --------- | -------------------- | ---------------- | ------------------ | ------------------------ | ------------------ | ------------------ |
| 27. | 2019  | Montréal                | Canada                  |           |                      |                  |                    |                          |                    |                    |
| 26. | 2015  | Prague                  | Czech Republic          | 2015-2019 | Michael Sideris      | Canada           | 2015-2019          | Alik Ismail-Zadeh        | Allemagne Russie   |                    |
| 25. | 2011  | Melbourne               | Australie               | 2011-2015 | Harsh Gupta          | Inde             | 2011-2015          | Alik Ismail-Zadeh        | Allemagne Russie   |                    |
| 24. | 2007  | Pérouse                 | Italie                  | 2007-2011 | Tom Beer             | Australie        | 2007-2011          | Alik Ismail-Zadeh        | Allemagne Russie   |                    |
| 23. | 2003  | Sapporo                 | Japon                   | 2003-2007 | Uri Shamir           | Israël           | 2003-2007          | Jo Ann Joselyn           | USA                |                    |
| 22. | 1999  | Birmingham              | UK                      | 1999-2003 | Masaru Kono          | Japon            | 1999-2003          | Jo Ann Joselyn           | USA                |                    |
| 21. | 1995  | Boulder                 | USA                     | 1995-1999 | P.J. Wyllie          | USA              | 1995-1999          | Georges Balmino          | France             |                    |
| 20. | 1991  | Vienne                  | Autriche                | 1991-1995 | H. Moritz            | Autriche         | 1991-1995          | Georges Balmino          | France             |                    |
| 19. | 1987  | Vancouver               | Canada                  | 1987-1991 | V.I. Keilis-Borok    | Union soviétique | 1987-1991          | Baron Paul Melchior      | Belgique           |                    |
| 18. | 1983  | Hambourg                | FRG                     | 1983-1987 | D. Lal               | Inde             | 1983-1987          | Baron Paul Melchior      | Belgique           |                    |
| 17. | 1979  | Canberra                | Australie               | 1979-1983 | G.D. Garland         | Canada           | 1979-1983          | Baron Paul Melchior      | Belgique           |                    |
| 16. | 1975  | Grenoble                | France                  | 1975-1979 | A. Ashour            | Égypte           | 1973-1979          | Baron Paul Melchior      | Belgique           |                    |
| 15. | 1971  | Moscou                  | Union soviétique        | 1971-1975 | H. Charnock          | UK               | 1973-1991          | Baron Paul Melchior      | Belgique           |                    |
| 14. | 1967  | Zurich                  | Suisse                  | 1967-1971 | J. Coulomb           | France           | 1967-1973          | G.D. Garland             | Canada             |                    |
| 13. | 1963  | Berkeley                | USA                     | 1963-1967 | J. Kaplan            | USA              | 1963-1967          | G.D. Garland             | Canada             |                    |
| 12. | 1960  | Helsinki                | Finlande                | 1960-1963 | V.V. Beloussov       | Union soviétique | 1960-1963          | G.R. Laclavère           | France             |                    |
| 11. | 1957  | Toronto                 | Canada                  | 1957-1960 | J.T. Wilson          | Canada           | 1957-1960          | G.R. Laclavère           | France             |                    |
| 10. | 1954  | Rome                    | Italie                  | 1954-1957 | K.R. Ramanathan      | Inde             | 1954-1957          | G.R. Laclavère           | France             |                    |
| 9.  | 1951  | Bruxelles               | Belgique                | 1951-1954 | S. Chapman           | UK               | 1951-1954          | G.R. Laclavère           | France             |                    |
| 8.  | 1948  | Oslo                    | Norvège                 | 1948-1951 | Felix Vening Meinesz | Pays-Bas         | 1946-1951          | J.M. Stagg               | UK                 |                    |
| 7.  | 1939  | Washington              | USA                     | 1946-1948 | B. Helland-Hansen    | Norvège          | 1939-1946          | H. St. J.L. Winterbotham | UK                 |                    |
| 6.  | 1936  | Édimbourg               | UK                      | 1936-1942 | D. La Cour           | Danemark         | 1936-1939          | H. St. J.L. Winterbotham | UK                 |                    |
| 5.  | 1933  | Lisbonne                | Portugal                | 1933-1936 | W. Bowie             | USA              | 1933-1936          | H. St. J.L. Winterbotham | UK                 |                    |
| 4.  | 1930  | Stockholm               | Suède                   | 1919-1933 | C. Lallemand         | France           | 1930-1933          | H. St. J.L. Winterbotham | UK                 |                    |
| 3.  | 1927  | Prague                  | Tchécoslovaquie         | 1919-1933 | C. Lallemand         | France           | 1927-1930          | Sir Henry Lyons          | UK                 |                    |
| 2.  | 1924  | Madrid                  | Espagne                 | 1919-1933 | C. Lallemand         | France           | 1924-1927          | Sir Henry Lyons          | UK                 |                    |
| 1.  | 1922  | Rome                    | Italie                  | 1919-1933 | C. Lallemand         | France           | 1919-1924          | Sir Henry Lyons          | UK                 |                    |